# Жуківська волость
Жуківська волость — адміністративно-територіальна одиниця Ізяславського повіту Волинської губернії з центром у селі Жуків. 
Наприкінці ХІХ ст. до складу волості було передане село Губальці сусідньої Славутської волості.
Станом на 1886 рік складалася з 13 поселень, 12 сільських громад. Населення — 6870 осіб (3382 чоловічої статі та 3488 — жіночої), 726 дворових господарств.
|                     | Площа, десятин | У тому числі орної, десятин |
| ------------------- | -------------- | --------------------------- |
| Сільських громад    | 8443           | 5819                        |
| Приватної власності | 7012           | 3386                        |
| Іншої власності     | 267            | 191                         |
| Загалом             | 15722          | 9396                        |

Поселення волості:
- Жуків — колишнє власницьке село, 643 особи, 91 двір, волосне правління (30 верст від повітового міста); православна церква, школа, постоялий будинок, кузня, водяний млин.
- Бачманівка — колишнє власницьке село, 792 особи, 90 дворів, православна церква, школа, постоялий будинок.
- Дяків — колишнє власницьке село, 613 осіб, 77 дворів, православна церква, школа, постоялий будинок, водяний млин.
- Дятилівка — колишнє власницьке село, 260 осіб, 31 двір, школа, постоялий будинок.
- Зубівщина — колишнє власницьке село, 245 осіб, 30 дворів, школа, постоялий будинок.
- Марачівка — колишнє власницьке село, 326 осіб, 44 двори, школа, постоялий будинок.
- Мирутин — колишнє власницьке село, 663 особи, 82 двори, православна церква, школа, постоялий будинок, 2 водяних млини.
- Перемишель — колишнє власницьке село, 547 осіб, 71 двір, православна церква, школа, постоялий будинок, цегельний завод.
- Сьомаки — колишнє власницьке село, 599 осіб, 72 двори, православна церква, школа, постоялий будинок.
- Янушівка — колишнє власницьке село, 640 осіб, 80 дворів, православна церква, школа, постоялий будинок.